# High School Musical - La selección (programma televisivo)
High School Musical - La selección è un programma televisivo trasmesso da Disney Channel e TV Azteca dal 1º luglio 2007 al 13 ottobre 2007. Il programma ospitava le audizioni per le riprese del film High School Musical - La sfida.
I vincitori furono Mariana Magaña e Cristobal Orellana.

## Storia

### La Clase
Era un programma trasmesso dal lunedì al venerdì alle 15.30 su TV Azteca. Mostrava i fatti accaduti durante il programma principale.

### I concerti
I concerti furono 15 e furono trasmessi da TV Azteca.

## Le selezioni
I partecipanti al programma sono 18:
Partecipanti al film
- Carolina Ayala
- César Viramontes
- Cristobal Orellana - Partecipa come Troy Bolton
- Fabiola Paulin
- Fernando Soberanes - Partecipa come Ryan Evans
- Jorge Blanco - Partecipa come Jorge
- Mariana Magaña - Partecipa come Gabriella Montez
- Stephie Camarena

Non partecipanti al film
- Alexis
- Antonio
- Berenice
- Eunice
- Lydia
- Gerardo Velazquez
- Alejandra (inizialmente rimpiazzo di Thali)
- Pahola
- Rodrigo
- Tony

## Discografia
- High School Musical - La selección Volúmen 1 (2007)
- High School Musical - La selección Volúmen 2 (2007)